# RIDE ON SUMMER
「RIDE ON SUMMER」（ライド・オン・サマー）は、TUBEの60枚目のシングル。2016年7月6日に発売。発売元はソニー・ミュージックアソシエイテッドレコーズ。

## 概要
- 前作「灯台」から、約7か月ぶりとなるシングル。
- 初回完全生産限定盤A、初回生産限定盤B、通常盤の3形態で発売されており、初回盤AはTUBE特製アイスキャンディーメーカー(4個組)付きのスペシャルボックス仕様、初回盤Bにはドキュメンタリー映像を収めたDVDが付属[2]、通常盤にはアナザージャケットが封入されている。なお、CDの収録曲は全形態共通である。
- 表題曲は前作と同様に長い間アルバム未収録のままだったが、2025年発売のベストアルバム『All Singles TUBEst -White-』にて初めてアルバムに収録された。

## 収録曲
| 全作詞: 前田亘輝、全作曲: 春畑道哉。 |                                   |           |            |              |      |
| #                                    | タイトル                          | 作詞      | 作曲・編曲 | 編曲         | 時間 |
| 1.                                   | 「RIDE ON SUMMER」                | 前田亘輝  | 春畑道哉   | Jin Nakamura | 3:55 |
| 2.                                   | 「FULL SWING」                    | 前田亘輝  | 春畑道哉   | TUBE、佐藤晶 | 4:37 |
| 3.                                   | 「RIDE ON SUMMER (Instrumental)」 | 前田亘輝  | 春畑道哉   | Jin Nakamura | 3:55 |
| 4.                                   | 「FULL SWING（Instrumental)」     | 前田亘輝  | 春畑道哉   | TUBE、佐藤晶 | 4:35 |
| 合計時間:                            | 合計時間:                         | 合計時間: | 17:02      |              |      |

| #  | タイトル                                                          | 作詞 | 作曲・編曲 |
| -- | ----------------------------------------------------------------- | ---- | ---------- |
| 1. | 「2015 感謝熱烈 YEAR!!! The Documentary ～RIDE ON SUMMER ver.～」 |      |            |

## 収録アルバム
- All Singles TUBEst -White- (#1)

## タイアップ
RIDE ON SUMMER
- 味の素「クノール冷たい牛乳でつくるカップスープ」CMソング。

FULL SWING
- 九州朝日放送「RIZAP KBCオーガスタゴルフトーナメント2016」大会公式ソング。